# Okwui Enwezor
Okwui Enwezor (Calabar, 23 ottobre 1963 – Monaco di Baviera, 15 marzo 2019) è stato un critico d'arte nigeriano.

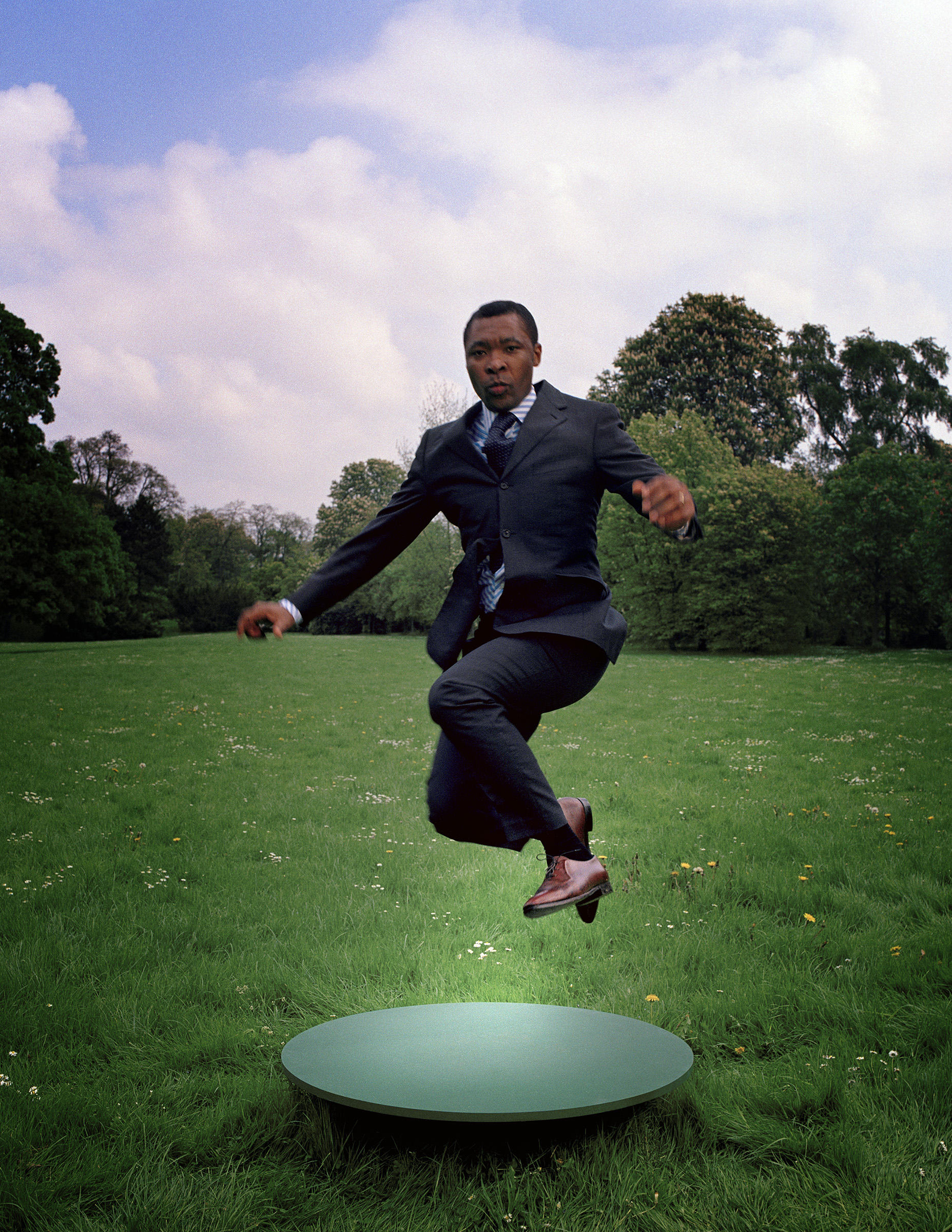
Okwui Enwezor nel 2002

Ha vissuto a New York e a Monaco di Baviera.
Okwui Enwezor è stato uno dei più importanti critici e curatori d'arte contemporanea, consacrato tra le personalità più influenti nel mondo dell'arte contemporanea con la direzione artistica nel 2002 di Documenta11. Come curatore e critico d'arte ha contribuito a una definizione più aperta, inclusiva e articolata dell'arte contemporanea, così come dell'arte contemporanea africana e dell'archivio fotografico; il suo interesse non si è focalizzato sulla produzione di specifici luoghi geografici ma ha mostrato una particolare predilezione per un approccio storico, interdisciplinare, multiculturale e internazionale.

## Biografia
Okwui Enwezor nasce a Calabar in Nigeria nel 1963. Cresce a Enugu nella Nigeria orientale e si trasferisce negli Stati Uniti all'inizio degli anni Ottanta. A partire dal 1983 studia scienze politiche a New York dove ottiene un BA al Jersey City State College.
Nel 1994 fonda la rivista "NKA: Journal of Contemporary African Art" insieme a Salah Hassan e Olu Oguibe.
L'esposizione che dà visibilità internazionale a Okwui Enwezor è la seconda Biennale di Johannesburg del 1997. Nello stesso anno viene invitato a contribuire al programma di conferenze 100 Days - 100 Guests organizzato dalla curatrice Catherine David durante Documenta X.
Nel 1999 fa parte della giuria internazionale della 48ª Biennale Arte di Venezia.
Nel 2000 è nominato direttore artistico di Documenta11 che avrà luogo nel 2002 e sceglie come co-curatori Carlos Basualdo, Ute Meta Bauer, Susanne Ghez, Sarat Maharaj, Mark Nash e Octavio Zaya.
È stato curatore aggiunto di arte contemporanea all'Istituto d'arte di Chicago. È stato Dean of Academic Affairs and Senior Vice President al San Francisco Art Institute (2005-2009) e visiting professor di Storia dell'arte all'Università di Pittsburgh, alla Columbia University e all'Università dell'Illinois (Urbana-Champaign). È stato anche curatore aggiunto dell'International Center of Photography di New York (2005-2011). Riceve la Joanne Cassulo Fellow del Whitney Museum di New York City. Nel 2011 viene nominato direttore della Haus der Kunst di Monaco di Baviera.
Nel dicembre 2013 il Cda della Biennale di Venezia, presieduto da Paolo Baratta, ha nominato Okwui Enwezor Direttore del Settore Arti Visive, con lo specifico incarico di curare la 56ª Biennale Arte di Venezia del 2015.
Morì nel 2019, per mieloma multiplo.

## Curatele
Le esposizioni curate da Okwui Enwezor si caratterizzano per la presentazione di opere d'arte e materiale documentario e per il coinvolgimento di studiosi provenienti da vari settori disciplinari. L'approccio storico è al centro in particolare della mostra The Short Century che osserva i movimenti di liberazione africana tra il 1945 e il 1994 (anno della fine dell'Apartheid) attraverso arte, fotografie, documenti, saggi, riviste ed eventi storici. Tra gli artisti che Okwui Enwezor ha esposto e sostenuto vi sono David Goldblatt, María Magdalena Campos-Pons, Lorna Simpson.
- Modern Life, the Aljira Center for Contemporary Art and Newark Museum, Newark (New Jersey), 1994.
- New Visions: Recent Works by Six African Artists, a cura di Salah Hassan e Okwui Enwezor, Zora Neale Hurston National Museum of Fine Arts, Eatonville, 1995.
- Cross-ing: Time, Space, Mouvement, a cura di Olu Oguibe e Okwui Enwezor, University of South Florida, Miami (04/09-18/10/1997); Track 16 Gallery, Santa Monica (28/02-24/04/1998); Indianapolis (07/08/1999).
- In/Sight: African Photographers: 1940 to the Present, a cura di Okwui Enwezor, Octavio Zaya, Clare Bell e Danielle Tilkin, Guggenheim Museum, New York (24/05-29/09/1996).
- Global Conceptualism, Queens Museum, New York; Walker Art Center, Minneapolis; Henry Art Gallery, Seattle; List Gallery at MIT, Cambridge, 1996.
- Biennale di Johannesburg 1997, seconda edizione. Direttore artistico.
- Global Conceptualism: Points of Origin, 1950s-1980s, Queens Museum of Art, New York, 28 April - 29 August 1999. Walker Art Center, 19 December 1999 - 5 March 2000. Co-curatore per l'Africa.
- Cinco Continentes y una Ciudad (Five Continents and a City), esposizione internazionale di pittura a Città del Messico, 26 November 1998 - 28 February 1999. Curator della selezione africana.
- Mirror's Edge, Bildmuseet, Umeå, 1999; Vancouver Art Gallery, Vancouver; Tramway, Glasgow; Castello di Rivoli, Torino, 1999-2001.
- David Goldblatt: Fifty One Years, Museum of Contemporary Art, Barcelona, AXA Gallery, New York, 2000; Palais des Beaux Art, Brussels; Lenbach Haus, Munich; Johannesburg Art Gallery, Johannesburg; Witte de With, Rotterdam.
- The Short Century: Independence and Liberation Movements in Africa 1945-1994, Villa Stuck, Munich (15/02-22/04/2001); Haus der Kulturen der Welt, Berlin (18/05-22/07/2001); Museum of Contemporary Art, Chicago (08/09-30/12/2001); P.S.1 Contemporary Art Center & The Museum of Modern Art, New York (10/02-05/05/2002).
- Echigo-Tsumari Sculpture Biennale in Japan. Co-curatore
- Cinco Continente: Biennale of Painting, Mexico City. Co-curatore.
- Stan Douglas: Le Detroit, Art Institute of Chicago, 2000.
- Documenta di Kassel, 2002. Direttore artistico.
- Biennale di arte contemporanea di Siviglia: The Unhomely: Phantom Scenes in Global Society, 2006. Curatore.
- Archive Fever. Uses of the Document in Contemporary Art, International Center of Photography, New York, 18 gennaio - 04 maggio 2008[4].
- Biennale di Gwangju, Corea del Sud, 5 settembre - 9 novembre 2008. Curatore.
- Meeting Points 6. Direttore artistico.
- Dublin Contemporary, 2011. Consulente (Advisory curator).
- La Triennale, Parigi, 2012. Commissario generale.
- Rise and Fall of Apartheid. Photography and the Bureaucracy of Everyday Life, a cura di R. Bester & O. Enwezor, International Center of Photography, New York, 14.09.2012-06.01.2013; Haus der Kunst, Monaco, 15.02-26.05.2013; PAC. Padiglione d'Arte Contemporanea, Milano, 08.07-15.09.2013; Museum Africa, Johannesburg, 13.02.2014-30.04.2015.

## Pubblicazioni
Oltre ad essere il fondatore della rivista "NKA: Journal of Contemporary African Art" insieme a Salah Hassan e Olu Oguibe, Okwui Enwezor è critico d'arte, scrittore e poeta. Ha contribuisce alle riviste "Third Text", "Documents", "Texte zur Kunst", "Grand Street", "Parkett", "Artforum", "Frieze", "Art Journal", "Research in African Literatures", "Index on Censorship", "Engage", "Glendora", and "Atlantica Revista de Arte y Pensamiento".
È curatore di raccolte di saggi, cataloghi e pubblicazioni.
- Reading the Contemporary. African Art from Theory to the Marketplace, (a cura di) Olu Oguibe e Okwui Enwenzor, Institute of International Visual Arts (inIVA) e MIT Press, London, 1999.
- Mega Exhibitions: Antinomies of a Transnational Global Form, Wilhelm Fink Verlag, Munich
- Archive Fever. Uses of the Document in Contemporary Art, catalogo della mostra (New York, International Center of Photography 18.01-04.05.2008), a cura di Okwui Enwezor, Göttingen, Steidl, 2008.
- The Unhomely: Phantom Scenes in Global Society.
- Serie di 5 pubblicazioni della mostra Documenta 11 pubblicate dalla casa editrice Hatje Cantz, Verlag, Stuttgart. 
  - Democracy Unrealized
  - Experiments with Truth: Transitional Justice and the Processes of Truth and Reconciliation
  - Creolité and Creolization, 2003.
  - Under Siege: Four African Cities, Freetown, Johannesburg, Kinshasa, Lagos.
  - Documenta: The exhibition, 2002.
- Contemporary African art since 1980 insieme a Chika Okeke-Agulu, Damiani, Bologna, 2009.